# کاشت درخت

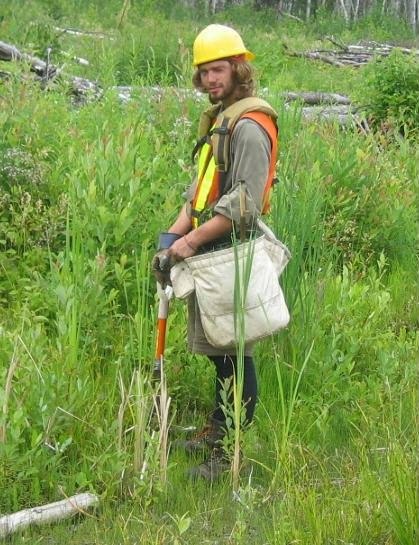
یک درختکار (tree planter) در شمال انتاریو

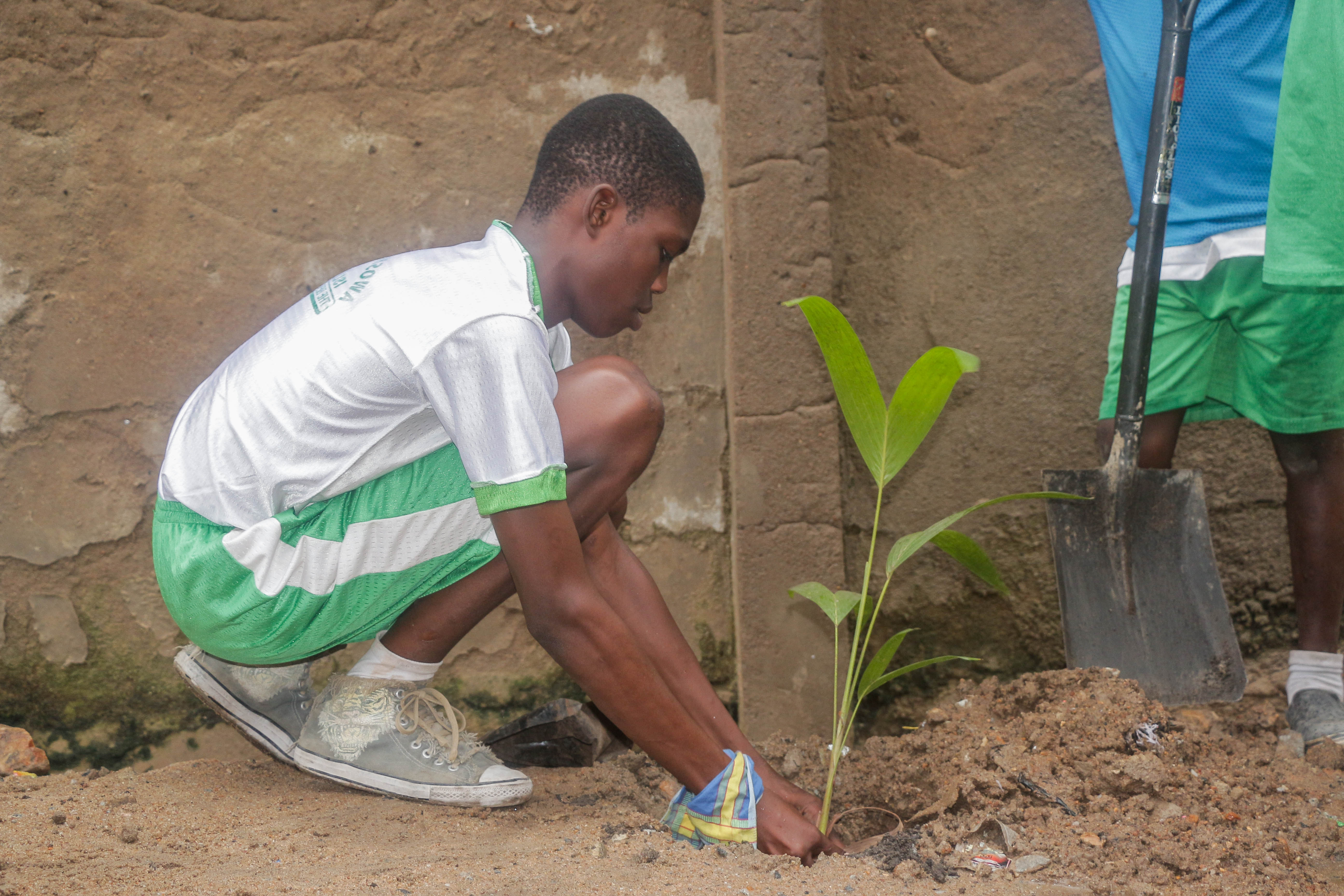
کاشت درخت در غنا

کاشت درخت (به انگلیسی: Tree planting) فرایند پیوند نهال درختان است، به‌طور کلی برای هدف‌های جنگلداری، آبادسازی زمین، یا زیباسازی. این با پیوند درختان بزرگ‌تر در درختکاری و با توزیع کم‌هزینه اما کندتر و کمتر قابل اطمینان دانه درختان متفاوت است. درختان با تأمین اکسیژن، بهبود کیفیت هوا، بهبود آب و هوا، حفظ آب، حفظ خاک، و حمایت از حیات وحش به محیط زیست خود در دوره‌های طولانی کمک می‌کنند. در طول فرایند فتوسنتز، درختان دی‌اکسید کربن را جذب کرده و اکسیژنی را که تنفس می‌کنیم تولید می‌کنند.
در جنگل‌کاری، بسته به اینکه منطقه‌ای که در حال کاشت هستیم اخیراً جنگلی شده باشد یا خیر، این فعالیت به نام «بازجنگل‌کاری» یا «جنگل‌کاری» شناخته می‌شود. این شامل کاشت نهال در منطقه‌ای از زمین است که در آن جنگل برداشت شده یا در اثر آتش‌سوزی، بیماری یا فعالیت‌های انسانی آسیب دیده است. کاشت درخت در بسیاری از نقاط مختلف جهان انجام می‌شود، و راهبردها ممکن است به‌طور گسترده‌ای در میان کشورها و مناطق و در بین شرکت‌های بازسازی جنگل متفاوت باشد. کاشت درخت بر پایه علم جنگل است و اگر به درستی انجام شود، می‌تواند سبب بازسازی موفقیت‌آمیز یک منطقه جنگل‌زدایی شود. بازسازی جنگل پاسخ صنعت چوب‌بری تجاری به نابودی گسترده جنگل‌های کهن‌رشد است، اما جنگل‌های کلان‌کشت به ندرت تنوع زیستی و پیچیدگی یک جنگل طبیعی را تکرار می‌کند.

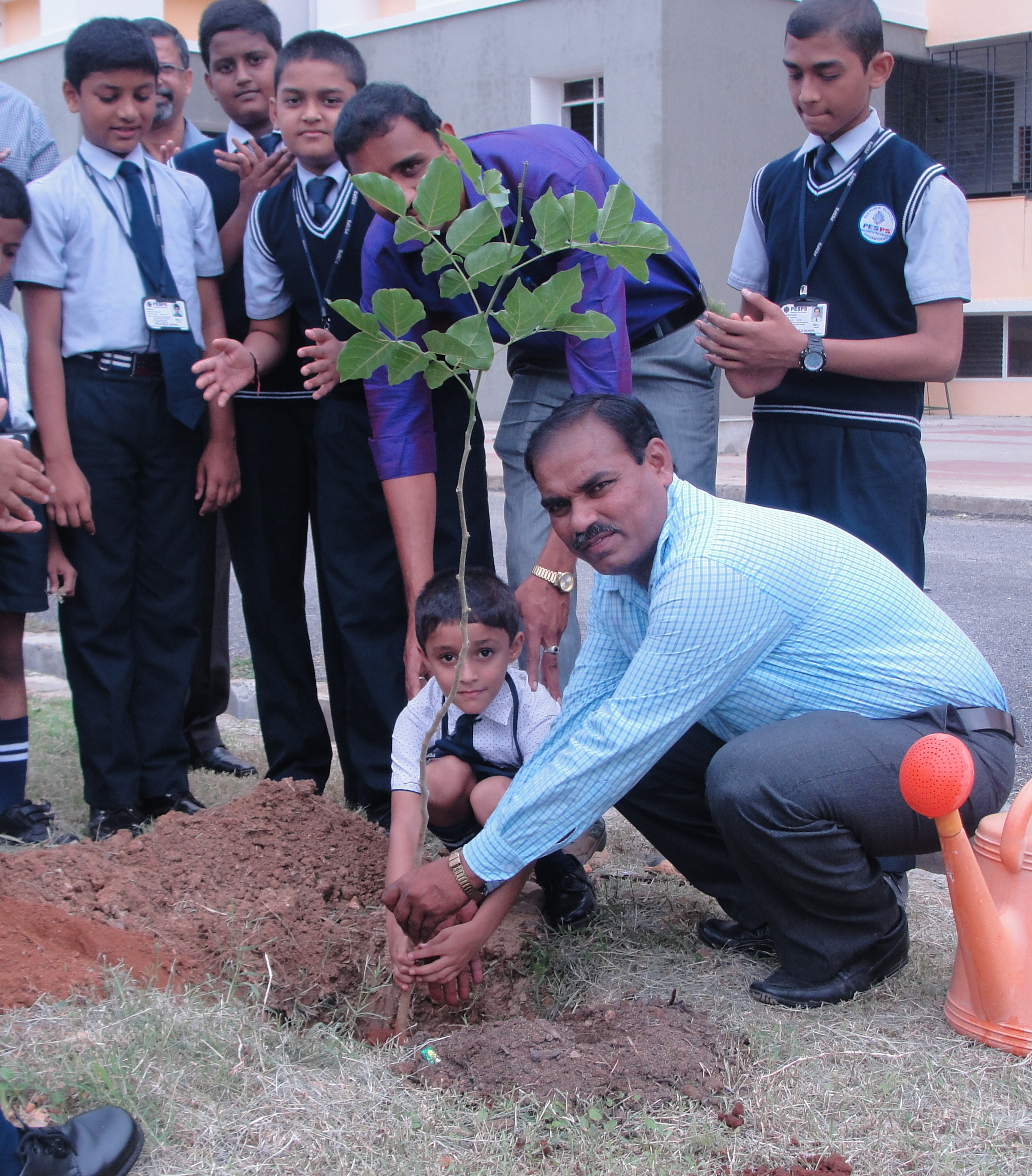
کاشت درخت توسط پسری در هند

از آنجایی که درختان هنگام رشد، دی‌اکسید کربن را از هوا حذف می‌کنند، کاشت درخت می‌تواند به عنوان یک تکنیک مهندسی زمین برای حذف CO از جو استفاده شود. انگیزه پروژه‌های سبزسازی بیابان نیز بهبود تنوع زیستی و بازسازی سیستم‌های آب طبیعی و همچنین بهبود رفاه اقتصادی و اجتماعی به دلیل افزایش تعداد مشاغل در کشاورزی و جنگلداری است.